# 蔣澎龍
蔣澎龍（英語：Chiang Peng-lung，1976年7月24日—），出生於澎湖縣馬公鎮（今馬公市），台灣乒乓球运动员，身高184公分。台灣乒乓球男隊教練。

## 簡介
1999年，蔣的排名來到生涯新高的世界第3。2001年大阪世乒賽，蔣於1/4決賽狀態爆發擊敗劉國梁，1/2決賽卻不敵當時世界排名1的王勵勤，收獲銅牌。
1999～2001三年間，蔣的排名一直維持在高度水準。但在往後，其戰術、反手劣勢、機動性慢慢被時代所淘汰。2002～2003年蔣的排名滑落到10名附近，04年後排名再也沒回到前十。雖然蔣的職業生涯不短，他的頂峰卻沒能維持太長，但作為一名日式直拍選手，蔣依舊為這種打法貢獻良多。

## 技術和風格
蒋的打法是右手日式直板反胶快弧打法。师从前台南名将吴文嘉，并曾由中国前国手、以大力高压推挡而闻名的周兰荪点拨，练就了一手“鬼之推挡”，实战中能以反手给对方的弧圈球以强力反制，對於較慢來球所用的反手彈擊也是其一大特色，彈擊的突然性與威力常能直接得分。蔣的小球技巧也相當出眾，接發球、擺短劈長等鮮少失誤。
但不同於金澤洙、柳承敏的韓式流派，以大力弧圈球為主要得分手段，蔣的握拍方式與身材大大決定了他的打法與特長，屬於推擋相持為主的快攻打法，正手功能弱，幾乎無法中遠台對拉多板，大多扮演救球、過渡、扣殺、拉下旋等角色。
二十世紀末，在橫拍反手技術尚未發達和普及的時代，蔣憑著一手好推擋加上優異的台內小球，近台相持常能化繁為簡進入穩定性的回合，使歐洲以弧圈為主的球員常面臨近台拼不過卻又退不了台的窘境，有效封鎖他們放長球再反拉的戰術。

## 歷年成績

### 1991年
1991年法國公開賽混雙銀牌(蔣澎龍,徐競)

### 1994年
亞洲錦標賽男雙第三名(蔣澎龍,吳文嘉)
廣島亞運混雙銀牌(搭配徐競)

### 1995年
巴西公開賽男單冠軍
美國公開賽男單第三名

### 1996年
世界大學桌球賽男單金牌、男雙銀牌

### 1997年
- 瑞典公開賽男雙四強(蔣澎龍,張雁書)
- 世乒賽混雙四強(蔣澎龍,陳靜)
- 比利時公開賽男單銅牌

### 1998年
- 澳洲公開賽男雙四強
- 馬來西亞公開賽男單四強
- 曼谷亞運男雙季軍(蔣澎龍,張雁書)
- 越南公開賽男子單打金牌、男子雙打金牌(搭配張雁書)、團體金牌
- 卡達公開賽男子雙打金牌(蔣澎龍,張雁書)

### 1999年
- 澳洲公開賽男單八強、男雙亞軍
- 奧地利公開賽男單、男雙八強
- 巴西公開賽男單亞軍
- 捷克公開賽男單冠軍、男雙亞軍
- 德國、卡塔爾公開賽男雙冠軍(蔣澎龍,張雁書)
- 亞洲12強賽男單亞軍
- 國際乒聯總決賽男單四強
- 世乒賽男雙八強
- 美國公開賽男單金牌、男子雙打金牌(蔣澎龍,張雁書)

### 2000年
- 第15屆亞錦賽男單、男雙冠軍、男團亞軍
- 法國公開賽男單、男雙冠軍
- 日本公開賽男雙亞軍(蔣澎龍,張雁書)
- 美國公開賽男單亞軍
- 克羅地亞公開賽男單亞軍、男雙冠軍
- 國際乒聯巡回賽總決賽男單、男雙四強
- 第26屆奧運會男雙八強，世乒賽男雙八強

### 2001年
- 第46屆世乒賽男單、男雙四強
- 日本公開賽男單冠軍
- 美國公開賽男雙冠軍(蔣澎龍,張雁書)
- 克羅地亞公開賽男單亞軍
- 卡塔爾公開賽男雙冠軍(蔣澎龍,張雁書)
- 國際乒聯總決賽男單四強、男雙八強
- 世界盃男單第四
- 法國公開賽男子單打冠軍,男子雙打冠軍(蔣澎龍,張雁書)。

### 2002年
- 韓國公開賽男單季軍、男雙四強
- 卡塔爾公開賽男雙八強
- 中國公開賽男雙八強
- 日本公開賽男雙八強

### 2003年
- 亞錦賽男單四強，男團亞軍
- 克羅地亞公開賽男單八強
- 韓國公開賽男單第三名

### 2004年
- 世界杯八強
- 健勝苑東京站冠軍
- 第48屆世錦賽男子雙打前八(蔣澎龍,莊智淵)

### 2005年
- 亞洲乒乓球錦標賽-男子雙打季軍（莊智淵、蔣澎龍）
- 上海世界兵乓球錦標賽-男子雙打八強（莊智淵、蔣澎龍）

### 2006年
- 多哈亞運-男子雙打季軍（蔣澎龍、莊智淵）
- 第19屆亞洲盃桌球錦標賽男子單打第三名

### 2007年
- 夏季世界大學生運動會-男子雙打季軍（張雁書、蔣澎龍）
- 世界桌球錦標賽-男子雙打季軍

### 2008年
- 日本公開賽-男子單打八強(16強賽擊敗張繼科4比2)

### 2009年
- 東亞運動會-男子雙打亞軍(蔣澎龍、吳志棋)

## 外部連結
- 蔣澎龍在国际奥林匹克委员会的资料